# Terremoto de Bahía de Caráquez de 1998
El terremoto de Bahía de Caráquez de 1998 fue un movimiento sísmico de magnitud 7.2 MW ocurrido el martes 4 de agosto de 1998 a las 13:59 UTC-5, tuvo una profundidad de 33 km y una intensidad en la escala de Mercalli de VIII.Su epicentro se localizo a 3 km de la ciudad de Bahía de Caráquez, en la Provincia de Manabí.

## Generalidades
En Bahía de Caráquez y ciudades aledañas este sismo llegó a alcanzar una intensidad de VIII en la escala de Mercalli. Un sismo premonitor de 5.4 MW ocurrió 1 hora y 24 minutos antes del sismo principal, este sismo alertó a muchas personas y gracias a eso el número de muertos fue bajo.

## Impacto
Producto del terremoto 3 personas murieron y 40 resultaron heridas en Bahía de Caráquez y Canoa. Aproximadamente el 60 % de las estructuras en Canoa quedaron gravemente dañadas. Así mismo ocurrieron daños considerables en muchas otras partes de la Provincia de Manabí. Varios derrumbes bloquearon una carretera entre Bahía de Caráquez y Canoa.En Bahía de Caráquez, los servicios de electricidad, teléfono y agua se interrumpieron y muchos edificios sufrieron daños. El terremoto se sintió con fuerza en ciudades como Guayaquil y Quito y se pudo sentir en gran parte de Ecuador, también se pudo sentir en Cali, Colombia.Este evento sísmico no tuvo un notable tsunami, solo fue registrada una pequeña ola de 30 cm en la ciudad de Manta, a 80 km del epicentro.

## Relación con el Guagua Pichincha
Desde marzo de 1997, el volcán Guagua Pichincha, ubicado a 12 kilómetros al oeste de Quito, inició un período de actividad constante. Desde mayo de 1998 se produjo un enjambre sísmico en el Guagua Pichincha. Tres días después del terremoto de Bahía de Caráquez, el 7 de agosto de 1998, se produjo una erupción freática moderada en el Guagua Pichincha.El volcán permaneció activo en 1999, y en el año 2000 sus actividad se modero.